# Tranque de relaves Quillayes
El tranque Los Quillayes fue un depósito de relaves perteneciente a la empresa Los Pelambres que estuvo en operación desde 1998 y fue cerrado en el 2008 al fín de su vida útil. Está ubicado en lecho del río Pelambres de la cuenca del río Choapa en la Región de Coquimbo. 

## Ubicación y descripción
El tranque se encuentra ubicado sobre los 1400 msnm sobre el lecho del río Cuncumén, 4 kilómetros aguas abajo de la confluencia del río Pelambres con el río Piuquenes y el río Chacay (Cuncumén), todo esto al este de la ciudad de Salamanca (Chile) y cerca del límite internacional de la Región de Coquimbo. Es una zona cordillerana con temperaturas promedio de 10,7 °C en verano y 2,5 °C en invierno.: 2 
Inicialmente su muro tenía una altura de 70 m que después de 10 años de construcción y uso alcanzó 198 m.: 1 

### Tranque de relaves El Chinche
Anteriormente, la minera había depositado los relaves en el tranque El Chinche, ubicado 500 m aguas arriba de uno de los afluentes de lo que sería después el tranque Quillayes. El tranque El Chinche operó hasta 1998, cuando se comenzó a depositar en el Quillayes.: 3 
(Existe para la minería una diferencia técnica entre embalse y tranque. El embalse tiene un muro construido con materiales del lugar, se dice que se construye con empréstitos. Un tranque tiene su muro construido con el material más grueso del relave que es separado mediante un procedimiento mecánico del más fino que es arrojado a la parte aguas arriba del muro. En el lenguaje coloquial se usan ambos términos indistintamente.)

## Población, economía y ecología
Tras el cierre de operaciones del tranque se inició la forestación de la superficie del cubo y de la pared del muro con el fin de impedir el levantamiento de polvo del los depósitos. Es una de los primeros intentos de esta naturaleza en la minería del cobre.